# 10986 Ґовер
10986 Ґовер (10986 Govert) — астероїд головного поясу, відкритий 16 жовтня 1977 року.
Тіссеранів параметр щодо Юпітера — 3,633.